# Ferences regula
A ferences regula (latin: Regula Franciscana) név alatt az Assisi Szent Ferenc által a ferences szerzeteseknek adott szabályzatokat értjük. Ferenc tanítása nyomán három rend jött létre, amely ugyanazon szabályzat szerint él, de ugyanannak a regulának három fejlődési szakaszáról van szó.

## A regula fejlődési szakaszai
1. Formae Vitae vagy proto-regula: III. Ince szóban 1209-1210-ben jóváhagyta a regulát.
2. Regula non bullata vagy Regula I.: 23 fejezetből áll, az 1221-es általános káptalan fogadta el. [1]
3. Regula bullata vagy Regula II.: Segni Ugolini (későbbi IX. Gergely) tanácsára Ferenc a teljes szegénység parancsának megtartásával 12 fejezetre redukálta: ez lett az ún. harmadik regula, amelyet végül 1223-ban III. Honoriusz pápa Solet annuere bullájával elfogadott.[2]

### Későbbiek
A regulát Bonaventura kiegészítette, majd később is alakítottak rajta.
A világi harmadrend reguláját IV. Miklós pápa 1289-ben hagyta jóvá. A Reguláris Harmadik Rend reguláját pedig X. Leó 1521-ben. 
A Ferences Világi Rend átdolgozott reguláját a Szentszék 1978-ban hagyta jóvá.

## A regula
Assisi Ferenc hallani sem akart a hagyományos regulákról. Aki ilyesmiről beszélt neki, annak így válaszolt:
Isten engem az egyszerűség útjára hívott meg, s azt meg is mutatta. Nem akarom tehát, hogy nekem más regulákat nevezzetek meg, se Ágostonét, se Bernátét vagy Benedekét. 
Bonaventura szerint e regula igazi újdonsága abban áll, hogy azt az életformát vallja, amelyet Jézus az apostoloknak hagyott.
Angelo da Clareno itáliai ferences hittudós a regula eredetiségét a következő pontokban jelölte meg :
- az evangéliumi jelleg,
- a javakról való teljes lemondás és a pénzhasználat elvetése,
- semmi tulajdon (se templom, se rendház),
- feltétlen engedelmesség,
- az apácák kolostoraiba való belépés tilalma,
- missziós elkötelezettség (pogányok, szaracénok között)
- mezítláb-járás, lovon utazás csak szükség esetén,
- soha nem kérni ajánlólevelet a Római Kúriától,
- semmi regulamagyarázat (glossza).